# Mellet (Les Bons Villers)
Mellet (niem. Mellenfeld; wa. Melet-dlé-Gochliye, Melet) – dzielnica (section) gminy Les Bons Villers w Belgii, w Regionie Walońskim, w prowincji Hainaut, w okręgu Charleroi. 1 stycznia 2020 roku liczyła 2611 mieszkańców. Do 31 grudnia 1976 samodzielna gmina.

## Demografia
Liczba mieszkańców, stan na 1 stycznia:
| Rok                | 1930 | 1947 | 1961 | 2020 |
| ------------------ | ---- | ---- | ---- | ---- |
| Liczba mieszkańców | 1707 | 1647 | 1770 | 2611 |